# FGM-172 SRAW
Le FGM-172 SRAW (Short Range Assault Weapon), appelé également Predator, est un missile antichar portable conçu par le Naval Surface Warfare Center (en). 

## Historique

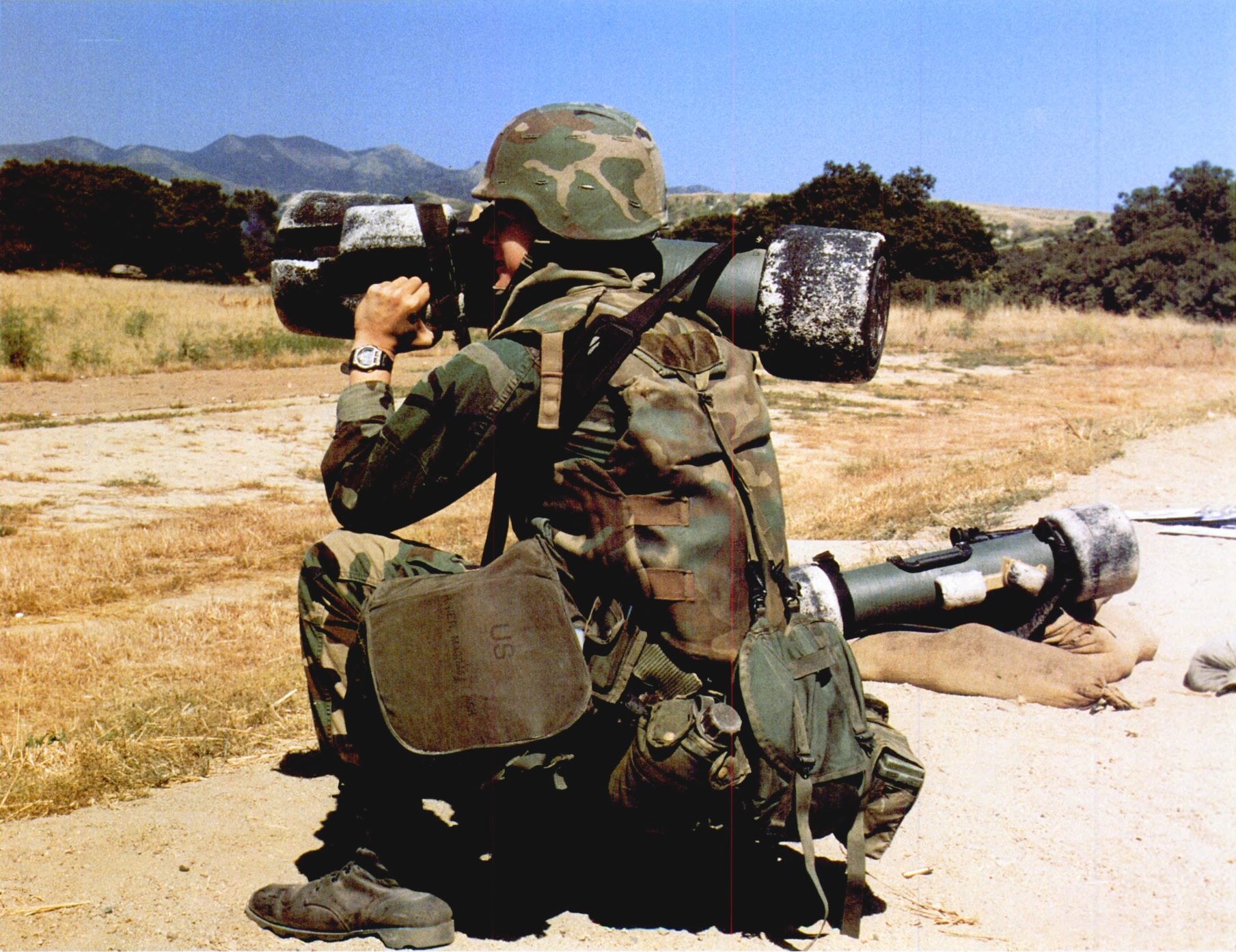
Test d'un prototype de SRAW en 1995.

Ce missile était destiné à remplacer le AT4 dans les forces armées des États-Unis. Il est réalisé par la société américaine Lockheed Martin dans les années 1990 est mis en service à quelques centaines d'unités à partir de 2002 dans le Corps des Marines des États-Unis et des forces spéciales. La production à grande échelle a été abandonnée et il semble qu'il ne soit plus en service depuis la fin des années 2000.

## Caractéristiques

Schéma du SRAW et de son missile.

De type tire et oublie, il est conçu pour attaquer les blindés par le dessus, c'est-à-dire à l'endroit où le blindage est le plus mince. L'ogive du FGM-172A doit traverser 20,5 cm de béton doublement renforcé et 30,5 cm de bunkers solides en brique, terre et bois ; ainsi que le blindage du véhicule de combat d'infanterie BMP-3 et de son successeur
Une version, le FGM-172B ou Short-Range Assault Weapon-Multiple Purpose Variant (SRAW-MPV) testé à partir de 2004, existe avec une charge à fragmentation pour l'attaque de bunkers et autres cibles de la guerre urbaine. Il peut engager des cibles mobiles à 200 mètres et des cibles fixes à 600 mètres. 
En 2005, 400 FGM-172B sont livrés, 344 FGM-172A l'ont étaient précédemment,

## Utilisateurs
- USA